# Чемпионат Украины по шашечной композиции 2013
Чемпионат Украины по шашечной композиции 2013 года (укр. Чемпіонат України з шашкової композиції 2013 року) — национальное спортивное соревнование по шашечной композиции. Организатор — Федерация шашек Украины.
Чемпионат прошел заочно с 1 февраля по 20 ноября. В соревнованиях приняли участие 26 шашечных композитора из 13 регионов Украины.

## О турнире
Соревнования проводились по русским шашкам в 4 разделах: проблемы, этюды, задачи, миниатюры.
Чемпионат проводился по Шашечному Кодексу Украины 2012 г. (в первых трёх категориях); а в категории «задачи» — по Шашечному Кодексу 1986 г. бывшего СССР.
К участию в соревнованиях допускались шашечные композиторы Украины.
Произведения — новые и опубликованные после 01.04.2011 г. (исключение для проблем с дамками: после 01.01.2001 г.)(не более шести в каждой категории с зачётом по 4-м лучшим);

## Судьи
Всего в чемпионате было 6 судей — с Украины, из Белоруссии, России.
Главный судья — Абрамов О. С. (Украина, Винница).
судьи разделов:
— проблемы и миниатюры — Виктор Шульга и Пётр Шклудов (оба — Беларусь), и Рустам Шаяхметов (Россия);
— этюды — Виктор Шульга и Пётр Шклудов (оба — Беларусь) и Юрий Голиков (Россия);
— задачи -Виктор Шульга, Александр Резанко (оба — Беларусь) и Юрий Голиков (Россия).
Судья-консультант: Александр Ляховский (Беларусь).

## Спортивные результаты
Этюды-64.
 Александр Катюха (Винницкая область) — 13,5 очка.  Владимир Похил (Кировоградская область) — 13,0.  Станислав Устьянов (Харьков) — 10,0.
Представлено 44 позиции 8 авторов:
1. Михаил Фёдоров (гр, Донецкая область)
2. Иван Ивацко (мс, Винница)
3. Сергей Устьянов (мс, Харьков)
4. Александр Катюха (мс, Винницкая область)
5. ВВладимир Похил (б/р Кировоградская обл.)
6. Анатолий Бондаренко (б/р, Киевская область)
7. Анатолий Панченко (б/р, Днепропетровск)
8. А. Сосунов (км, Одесса)
задачи-64.
 Геннадий Богатырев, (Запорожская область), кмс — 19,5 очков
 Владимир Рычка (Полтавская область), кмс — 19 очков
 Сергей Лойко (Волынская область), кмс — 14,5 очка